# Basharat-Moschee

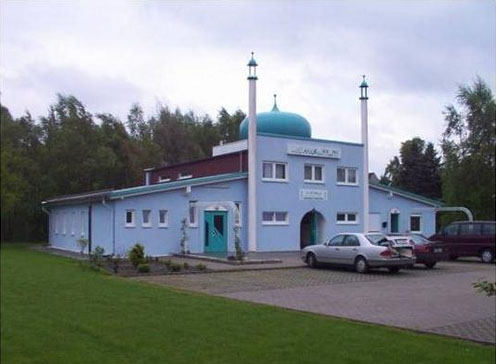
Basharat-Moschee

Die Basharat-Moschee ist eine Moschee der Ahmadiyya in Osnabrück. Sie gehört zu dem 100-Moscheen-Projekt, einem Vorhaben der islamischen Reformbewegung Ahmadiyya Muslim Jamaat, 100 Moscheen in Deutschland zu bauen. Die Moschee befindet sich auf der Atterstraße unweit des Eversburger Bahnhofs. Ihre Grundsteinlegung erfolgte 1999, die Fertigstellung 2002. Sie verfügt über zwei Minarette und eine Zwiebelkuppel.